# Tempovision Remixes
Tempovision Remixes è un album di remix realizzati da diversi artisti, su vecchi successi del DJ e produttore francese Étienne de Crécy
L'album contiene anche tre video.

## Tracce

### Disc: 1
1. Relax (Tempovision Tour Mix)
2. Out Of My Hands (DJ Medhi Remix)
3. Am I Wrong (Mooloodjee Remix)
4. Noname (Alex Gopher Wuz Remix)
5. When Jack Met Jill (Play Paul Bangin Da Head Mix)
6. Tempovision (Radio Edit)
7. Scratched (Demon Remix)
8. 3 Day Week-end (Sebastien Leger Last Resort Mix)
9. Rhythm And Beat (Les Diamantaires And Kool G Remix)
10. Hold The Line (Jamie Lewis Universal Funk Mix)
11. Am I Wrong (Video)
12. Scratched (Video)
13. Tempovision (Video)

## Formazione
- DJ Mehdi
- Alex Gopher
- Play Paul
- Demon
- Les Diamantaires and Kool G
- Jamie Lewis
- Sebastien Legers